# Åsane Fotball
El Åsane Fotball es un equipo de fútbol de Noruega que juega en la Adeccoligaen, la segunda división de fútbol en el país.

## Historia
Fue fundado en el año 1971 en la ciudad de Åsane y cuenta con una sección de fútbol femenil, en la que ambas han pasado la mayor parte de su historia en la segunda división de Noruega.
La última aparición del club en la Adeccoligaen había sido la del 2002, hasta que en el año 2014 ganaron el grupo 3 de la Fair Play ligaen y retornaron a la segunda categoría.

## Jugadores

### Jugadores destacados
- Helge Haugen
- Alex Marcel Valencia
- Kenneth Storvik

## Palmarés
- Fair Play ligaen Grupo 3: 1

2014